# Podaire

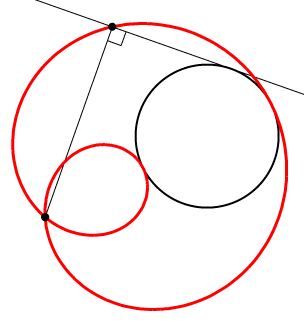
Construction géométrique de la podaire (en rouge) de la courbe C (ici le cercle noir) par rapport au point P (le point noir à gauche). En tout point de C, on trace la tangente et on projette P orthogonalement sur cette tangente.

La podaire d'une courbe C par rapport à un point P est le lieu géométrique des projetés orthogonaux de P sur les tangentes à la courbe C.
Inversement, la courbe C dont une courbe est la podaire s'appelle l'antipodaire (ou podaire inverse).
L'orthotomique d'une courbe C par rapport à un point P est le lieu géométrique des symétriques de P par rapport aux tangentes à la courbe C. L'orthotomique est donc l'image de la podaire par une homothétie de centre P et de rapport 2.

## Étymologie et histoire
La podaire fut étudiée par Colin Maclaurin en 1718 puis par Olry Terquem. Étymologiquement, le terme podaire provient du mot grec podos pied (pied de la perpendiculaire).

## Définition mathématique
L'équation paramétrique de la podaire d'une courbe paramétrée c(t) par rapport à un point P est donnée par :
{\displaystyle t\mapsto c(t)+{\langle c'(t),P-c(t)\rangle  \over |c'(t)|^{2}}c'(t)}
En partant de l'équation cartésienne de la courbe sous la forme F(x, y)=0, en fixant l'origine du repère au point P, si l'équation de la tangente en R=(x0, y0) s'écrit
{\displaystyle \cos(\alpha )x+\sin(\alpha )y=p}
alors le vecteur (cos α, sin α) est parallèle au segment PX, et la longueur de PX, soit la distance entre la tangente et l'origine, vaut p. Donc X a pour coordonnées polaires (p, α), ce qui permet d'écrire une équation polaire de la podaire.

## Exemples

La podaire d'une parabole par rapport à son foyer est la tangente au sommet.

| courbe donnée C       | point de référence P | courbe podaire          |
| --------------------- | -------------------- | ----------------------- |
| droite                | quelconque           | point                   |
| cercle                | sur le cercle        | cardioïde               |
| cercle                | quelconque           | limaçon de Pascal       |
| parabole              | foyer                | droite                  |
| parabole              | sommet               | cissoïde de Dioclès     |
| ellipse               | foyer                | cercle                  |
| hyperbole équilatère  | centre               | lemniscate de Bernoulli |
| hyperbole             | foyer                | cercle                  |
| spirale logarithmique | pôle                 | spirale logarithmique   |

## Applications
La notion de podaire peut être utilisée en mécanique du point pour l'étude des mouvements à force centrale.